# Kristian Ruth
Kristian Ruth (Asker, 23 de julio de 1985) es un deportista noruego que compitió en vela en la clase Laser. Ganó una medalla de plata en el Campeonato Europeo de Laser de 2016.

## Palmarés internacional
| \| Campeonato Europeo \| Campeonato Europeo \| Campeonato Europeo \| Campeonato Europeo \| \| Año \| Lugar \| Medalla \| Clase \| \| ------------------ \| ----------------------------------- \| ------------------ \| ------------------ \| \| 2016 \| Las Palmas de Gran Canaria (España) \| Medalla de plata \| Laser \| |                                     |                  |       |
| Campeonato Europeo |                                     |                  |       |
| Año | Lugar                               | Medalla          | Clase |
| 2016 | Las Palmas de Gran Canaria (España) | Medalla de plata | Laser |